# 侯進
侯進（?—?），中国东汉時代初期武将。范曄《後漢書》没有立传，东汉草創期功臣。

## 生平
| 姓名         | 侯進                              |
| 時代         | 东汉時代                          |
| 生卒年       | 〔不詳〕                          |
| 字・別号     | 〔不詳〕                          |
| 出身地       | 〔不詳〕                          |
| 職官         | 積射将軍〔东汉〕→破姦将軍〔东汉〕 |
| 爵位・号等   | -                                 |
| 陣营・所属等 | 汉光武帝                          |
| 家族・一族   | 〔不詳〕                          |

建武元年（25年）七月，積射将軍侯進等十将軍在大司馬吴汉指揮下，包围攻打更始帝属下左大司馬朱鲔据守的洛陽。
建武二年（26年），颍川太守寇恂因事罷免，颍川人严终、赵敦集兵一万余人，和河南尹密县出身賈期连兵作乱。破姦将軍侯進和復为颍川太守的寇恂討伐賈期，数月斬賈期，郡内平定。
同年十二月，侯進奉光武帝之命駐屯弘農郡新安，和駐屯弘農郡宜陽的建威大将軍耿弇，等待从長安東归的赤眉軍。建武三年（27年），赤眉軍击败大司徒邓禹，改变路途从南路走宜陽。侯進引新安駐軍在宜陽河光武帝、耿弇大军合军。最后，赤眉軍在宜陽投降漢軍。
建武四年（28年），侯進在輔威将軍耿植、建義大将軍朱祜指揮下，包围攻打黎丘秦丰，建武五年（29年）夏，秦丰降。 
建武六年（30年），侯進在捕虜将軍王霸、前将軍李通指揮下，击破駐屯漢中的蜀（成家）将延岑。蜀帝公孫述向漢中派援軍，李通、侯進在漢中郡西城击退援军，然后归还南陽郡順陽屯田。
建武九年（33年）六月，侯進等三位将軍在吴汉指揮下，在代郡高柳迎战盧芳属下贾览、閔堪，贾览在匈奴骑兵的支援取得作战的优势。侯進奉吴汉之命駐屯漁陽郡。建武十年（34年），吴汉、侯進再次领军攻高柳。虽然还有匈奴骑兵数千人救援贾览，但侯進在雁門郡平城击败贾览。吴汉、侯進和驃騎大将軍杜茂合军，盧芳属下尹由在雁門郡崞、繁畤作战，杜茂败绩。以後，侯進在史書没有记载。